# Saison 7 de Star Wars: The Clone Wars
Chronologie
Saison 6
La septième et dernière saison de Star Wars: The Clone Wars, série d'animation en 3D américaine, est constituée de douze épisodes.
Diffusée sur Disney+, elle débute avec l'épisode Le Bad Batch, diffusé le 21 février 2020, et se termine avec l'épisode La victoire et la mort qui est diffusé le 4 mai 2020. En France, elle est diffusée du 7 avril 2020 au 4 mai 2020, également sur Disney+.

## Synopsis
La saison est composée de plusieurs arcs narratifs centrés sur des événements, des personnages ou des lieux :
1. Bad Batch (4 épisodes) : Anakin, Rex et le Bad Batch, une escouade d'élite de clones, cherchent à retrouver un algorithme stratégique de la République tombé dans les mains des Séparatistes. Pensant que le soldat Echo pourrait toujours être en vie, Rex lance une dangereuse mission secrète.
2. Ahsoka Tano (4 épisodes) : Ahsoka se lie d'amitié avec Trace et Rafa Martez, deux sœurs des bas-fonds de Coruscant. Alors qu'Ahsoka doit cacher son passé de Jedi, toutes se lancent dans une mission périlleuse.
3. Le siège de Mandalore (4 épisodes) : Ahsoka et Bo-Katan Kryze demandent de l'aide à Anakin et Obi-Wan afin de capturer Maul une bonne fois pour toutes.

## Distribution

### Principaux et récurrents
| Principaux - Matt Lanter et Hayden Christensen (caméo vocal) (VF : Emmanuel Garijo) : Anakin Skywalker - Ashley Eckstein (voix) et Lauren Mary Kim (capture de mouvement) (VF : Olivia Luccioni) : Ahsoka Tano - James Arnold Taylor (VF : Bruno Choël) : Obi-Wan Kenobi - Dee Bradley Baker (VF : Serge Biavan) : les soldats clones - Matthew Wood (VF : Emmanuel Garijo) : les droïdes de combat - Tom Kane (VF : Jean-Claude Donda) : le narrateur | Récurrents - Brigitte Kali (VF : Victoria Grosbois) : Trace Martez - Elizabeth Rodriguez (VF : Ingrid Donnadieu) : Rafa Martez - Katee Sackhoff (VF : Chantal Baroin) : Bo-Katan Kryze - Sam Witwer (voix) et Ray Park (capture de mouvement) (VF : Marc Bretonnière) : Dark Maul |

### Invités
- Terrence C. Carson (en) et Samuel L. Jackson (caméo vocal) (VF : Jean-Paul Pitolin) : Mace Windu (épisodes 1, 4 et 11)
- Dee Bradley Baker (VF : Patrice Melennec) : amiral Trench (épisodes 1, 2 et 4)
- Matthew Wood (VF : Michel Tureau) : Wat Tambor (épisodes 2 et 3)
- Catherine Taber (VF : Sylvie Jacob) : Padmé Amidala (épisode 2)
- Dee Bradley Baker : Lokann (épisode 5)
- Bobby Moynihan (VF : Jean-Loup Horwitz) : Pintu Son-El (épisode 5)
- Tom Kane (VF : Jean-Luc Kayser) : amiral Wullf Yularen (épisodes 6 et 9)
- Dee Bradley Baker (VF : Serge Biavan) : Fife (épisodes 6 à 8)
- Corey Burton (VF : Yann Guillemot) : Kinash Lock (épisode 6)
- Stephen Stanton (en) (VF : Philippe Peythieu) : Marg Krim (épisodes 6 à 8)
- Sharmila Devar (en) (VF : Laurence Mongeaud) : Ursa Wren (épisodes 7 à 9)
- R2-D2[Note 2] (épisode 9)
- Donald Faison : le super droïde tactique (épisode 9)
- Julian Holloway (en) (VF : Jean Barney) : Premier ministre Almec (épisodes 9 et 10)
- Ray Stevenson (VF : David Kruger) : Gar Saxon (épisodes 9 et 10)
- Vanessa Marshall : Rook Kast (épisodes 9 et 10)
- Tom Kane (VF : Daniel Kenigsberg) : Yoda (épisode 11)
- Silas Carson (VF : Jean-Pol Brissart) : Ki-Adi-Mundi (épisode 11)
- Gwendoline Yeo (VF : Marie Zidi) : Nala Se (épisode 11)
- Ian McDiarmid (VF : Georges Claisse) : Palpatine / Dark Sidious (épisode 11)

 Sources et légende : version française (VF) sur RS Doublage et Planète Jeunesse.

## Production
Le 19 juillet 2018, un panel consacré à la série est présenté au San Diego Comic-Con afin de célébrer le dixième anniversaire de The Clone Wars. Il est composé du superviseur de la réalisation Dave Filoni, la productrice exécutive Athena Yvette Portillo, le compositeur Kevin Kiner et Matt Lanter et Ashley Eckstein qui interprètent respectivement Anakin Skywalker et Ahsoka Tano. Le panel permet aux invités de discuter, notamment, sur les différentes étapes de production de la série. À la fin, une bande-annonce révèle le retour de The Clone Wars avec douze nouveaux épisodes, finalisés, prévus sur le service de streaming de Disney en 2019 ou 2020. Filoni révèle qu'il ne pensait pas qu'un retour de la série était possible. Il cite le soutien incessant des fans, depuis l'annulation en 2013, comme une principale raison de ce retour. Lors de la Star Wars Celebration Chicago, le 14 avril 2019, plusieurs clips et une seconde bande-annonce sont dévoilés. Les nouveaux épisodes sont composés de trois arcs.
Un premier arc est consacré aux Bad Batch, un escadron d'élite de quatre soldats clones. Génétiquement améliorés, cela leur permet d'avoir des personnalités et des apparences plus distinctes que les autres clones tout en les rendant encore plus meurtriers sur le champ de bataille. L'arc a déjà été diffusé en animatique, une forme visuellement inachevée, en 2015 sur le site web de Star Wars. Un second arc est dédié au personnage d'Ahsoka Tano après son départ de l'Ordre Jedi. Le personnage possède une nouvelle tenue afin de se rapprocher de celle de Star Wars Rebels. Alors qu'Ahsoka erre dans les niveaux inférieurs de la planète Coruscant, au niveau 1313, elle rencontre deux sœurs nommées Trace et Rafa Martez. Initialement, avant l'annulation de The Clone Wars, puis de son retour, Ahsoka devait rencontrer Nyx Okami, un jeune humain scélérat, et se mêler à la pègre. Un troisième et dernier arc est le siège de Mandalore, dont certaines scènes sont montrées dans la bande-annonce. L'arc, destiné à être le final de The Clone Wars, se déroule avant et pendant les événements de La Revanche des Sith, notamment durant l'Ordre 66,. Une grande partie de l'histoire de l'arc provient d'idées qui ont été développées par Filoni et George Lucas. L'arc est également référencé dans un épisode de Star Wars Rebels en 2015 et dans le roman Ahsoka en 2016.
Son auteur, E. K. Johnston, révèle lors de la Celebration que Lucasfilm lui a demandé de ne pas écrire de scènes d'action du siège car, à son insu, la société travaillait sur le retour de The Clone Wars. L'arc met également en scène les retrouvailles entre Anakin et Ahsoka et un combat entre celle-ci et Dark Maul. Pour l'occasion, Anakin lui rend ses sabres laser qui arborent désormais des lames bleu. Filoni révèle alors que la série est très difficile à concevoir, mais qu'il voulait que « le combat soit grand. Je voulais que ce soit un combat épique au sabre laser. Celui-ci devait être parmi les meilleurs, si ce n'est le meilleur que nous ayons fait. »,. Pour ce faire, le réalisateur fait appel à Ray Park, l'interprète de Maul dans La Menace fantôme et Solo, afin qu'il effectue le combat en capture de mouvement et ainsi améliorer le réalisme du duel. Par ailleurs, Filoni choisit de modifier le look de Maul afin de se rapprocher de celui qu'il arbore dans Solo. Grâce à l'évolution de l'animation, depuis le dernier épisode diffusé en 2014, les expressions faciales des personnages ont été améliorées afin d'être plus réalistes. Cependant, l'équipe de production s'est assurée que cela reste fidèle aux précédentes saisons.
Le 24 août 2019, lors de la convention D23 de Disney, il est annoncé que les nouveaux épisodes sortiront en février 2020. Filoni, qui a écrit et réalisé les quatre derniers épisodes, révèle alors qu'il s'agit de la fin de la série et qu'il n'y aura plus d'épisodes après. Il déclare que cela « conclura l'histoire que George Lucas et moi avons commencé ensemble. C'est la fin de quelque chose pour lequel je me sens vraiment bien. »,. Le 22 janvier 2020, Lucasfilm révèle que les nouveaux épisodes seront diffusés dès le 21 février 2020.

## Liste des épisodes

### Épisode 1:Le Bad Batch
- États-Unis : 21 février 2020 sur Disney+[20]
- France : 7 avril 2020 sur Disney+[22]

- Initialement prévu dans le cadre de la saison sept, l’arc Bad Batch a commencé sa production en 2012. Les épisodes ont été entièrement scénarisés, doublés et animés jusqu’au stade animatique (sous le nom de Story Reel en anglais), et ont été publiées en ligne sur le site starwars.com, le 17 avril 2015, puis le 29 avril 2015 lors de la Star Wars Celebration Anaheim [21].
- La morale Jedi d'origine était : « Les combats sont terminés mais les héros vivent toujours. Merci aux fans de Clone Wars »[Note 6],[Note 5],[21].
- La planète rocheuse d’Anaxes dans cet épisode apparaît plus tard dans Star Wars Rebels. Dans Star Wars Rebels, la planète a subi un événement cataclysmique, l’ancienne base de la République flottant alors dans une ceinture d’astéroïdes[21].
- Mace Windu a subi plusieurs mises à jour pour son apparition dans cette saison. Son corps dans Star Wars: The Clone Wars a été très mince, semblable à celui d’Anakin. Pour être plus proche des films, Mace Windu a maintenant un cou plus épais, la poitrine et le torse plus volumineux, des tabards plus courts, et des bottes qui sont plus proches de celles portées par Samuel L. Jackson dans les préquels. C’est aussi la première fois que Mace Windu a des cils[21].
- Le nom officiel de l’escouade du Bad Batch, Clone Force 99, est un hommage à 99, un clone mal formé avec des défauts génétiques. 99 s’est sacrifié pour sauver Kamino et est devenu une source d’inspiration pour ses frères[21].
- Les paroles des droïdes de combat "Tu sais ce qui se passe ?" et "Peut-être que c’est un autre exercice" sont des échos du dialogue des stormtroopers sur l’Étoile Noire dans Un nouvel espoir[21].
- Les modèles utilisés pour Anakin et Obi-Wan dans la dernière saison ont été mis à jour pour mieux refléter leur apparence dans La Revanche des Sith[21].
- Le Clone Crosshair a un nom similaire à celui de l'Autobot Crosshairs dans la saga de films Transformers. En version française, c'est par ailleurs le même comédien, Serge Biavan, qui prête sa voix à la fois aux Clones de la République et à l'Autobot.

### Épisode 2:Un écho distant
- États-Unis : 28 février 2020 sur Disney+[20]
- France : 7 avril 2020 sur Disney+

- Initialement prévu dans le cadre de la saison sept, l’arc Bad Batch a commencé sa production en 2012. Les épisodes ont été entièrement scénarisés, doublés et animés jusqu’au stade animatique (sous le nom de Story Reel en anglais), et ont été publiées en ligne sur le site starwars.com, le 17 avril 2015, puis le 29 avril 2015 lors de la Star Wars Celebration Anaheim [21].
- La morale Jedi d'origine était : « Les guerres ne sont pas gagnées avec les meilleures armes, mais avec une meilleure stratégie. »[Note 7],[Note 5],[23].
- La scène avec Padmé et Anakin n'était pas prévue à l’origine. Celle-ci remplace la scène où Anakin découvre Padmé dessinée sur le vaisseau du Bad Batch [23].
- Le clone Wrecker est une référence au groupe d'Autobots remplissant des missions spéciales, les Wreckers.

### Épisode 3:Sur les ailes des Keeradaks
- États-Unis : 6 mars 2020 sur Disney+[20]
- France : 7 avril 2020 sur Disney+

- Initialement prévu dans le cadre de la saison sept, l’arc Bad Batch a commencé sa production en 2012. Les épisodes ont été entièrement scénarisés, doublés et animés jusqu’au stade animatique (sous le nom de Story Reel en anglais), et ont été publiées en ligne sur le site starwars.com, le 17 avril 2015, puis le 29 avril 2015 lors de la Star Wars Celebration Anaheim [21].
- La morale Jedi d'origine était : « En temps de guerre, la neutralité n'existe pas. »[Note 8],[Note 5],[21].
- La scène dans laquelle le décimateur tue un autochtone a été supprimée [24].

### Épisode 4:Une affaire en suspens
- États-Unis : 13 mars 2020 sur Disney+[20]
- France : 7 avril 2020 sur Disney+

- Initialement prévu dans le cadre de la saison sept, l’arc Bad Batch a commencé sa production en 2012. Les épisodes ont été entièrement scénarisés, doublés et animés jusqu’au stade animatique (sous le nom de Story Reel en anglais), et ont été publiées en ligne sur le site starwars.com, le 17 avril 2015, puis le 29 avril 2015 lors de la Star Wars Celebration Anaheim [21].
- La morale Jedi d'origine était : « Apprend du passé, mais vis pour le futur. »[Note 9],[Note 5],[24].
- La scène finale dans laquelle Echo rejoint le Bad Batch a été ajoutée. À l'origine, la scène était la cérémonie où le Bad Batch et Rex reçoivent chacun une médaille[24].

### Épisode 5:Une amitié de haut vol
- États-Unis : 20 mars 2020 sur Disney+[20]
- France : 7 avril 2020 sur Disney+

Ne sachant que faire, Ahsoka Tano erre sur son speeder-bike à la recherche d’une nouvelle vie. Malheureusement, son véhicule a soudainement un problème mécanique et elle tombe en chute libre dans les profondeurs de la planète-ville, Coruscant. La Togruta atterrit en catastrophe dans le hangar de la mécano Trace Martez situé au Niveau 1313 de Coruscant. Trace lui propose alors par gentillesse de lui prêter des outils pour réparer son speeder-bike malgré le peu d’argent qu’Ahsoka peut lui donner. Elles se mettent donc chacune à travailler sur leur propre engin, Trace étant occupée à améliorer un vaisseau de classe Nebula, et commencent ainsi à discuter sur les difficultés de vivre dans les bas-fonds. Petit à petit la confiance entre les deux s’installe et les langues se délient. Ahsoka confie finalement à Trace venir des hauteurs de Coruscant, ce qui provoque chez la mécano une réaction de rejet envers les hautes-sphères et les Jedi. Selon elle, ces derniers ne sont bons qu’à déclencher des guerres, à contrôler les citoyens et, contrairement aux histoires racontées aux enfants, à ignorer les plus démunis. À son tour, Trace confie à la Togruta que son rêve est d’enfin réparer son vaisseau pour quitter le Niveau 1313 avec sa sœur Rafa et de vivre dans les étoiles, loin de la guerre et des Jedi. La conversation est alors interrompue par Pintu Son-El venu réclamer le remboursement du prêt accordé à Rafa Martez. La situation s’envenime rapidement et Trace est obligée de demander de l’aide à Ahsoka. L’ancienne Padawan démontre alors tous ses talents de combattante face aux deux hommes de main de Pintu et celui est obligé de quitter précipitamment le garage de Trace. Cette dernière est impressionnée par sa nouvelle amie qui ne peut qu’expliquer avoir été entraînée par son grand frère.
Elles rejoignent ensuite la sœur de Trace pour l’avertir des menaces de Pintu si elle ne le rembourse pas rapidement. Rafa leur explique alors avoir obtenu une importante commande de la part de l’énigmatique Lokann mais pour l’honorer elle a besoin de l’aide de sa sœur car il s’agit d’assembler trois droïdes pour un commanditaire mystérieux. Ahsoka prête alors main-forte à Trace, ce qui permet de continuer la conversation interrompue précédemment. La mécano est ainsi impressionnée par le savoir d’Ahsoka sur nombre de choses mais elle doit cependant continuer à lui enseigner la façon dont les habitants des bas-fonds de Coruscant raisonnent et réagissent. Mais Ahsoka découvre finalement que les droïdes qu’elles réparent sont des Droïdes porte-charge de type II, des droïdes illégaux car violents et dangereux. L’un des droïdes s’échappent alors du garage pour causer des dégâts considérables aux alentours et les deux amies partent à sa poursuite pour tenter de le désactiver. Trace parvient à monter sur le droïde pour atteindre les boutons afin de l’arrêter mais elle se retrouve alors suspendue dans le vide et menace de tomber. Ahsoka doit alors discrètement utiliser la Force pour remonter le droïde et sauver Trace de la chute.
- Initialement prévu dans le cadre de la saison six, l’arc Ahsoka a commencé sa production en 2012. Les épisodes ont été remaniés pour cette saison finale. Deux extraits avaient été diffusés en 2015 et 2016 lors des Star Wars Celebration Anaheim et Celebration Orlando, respectivement. Le premier extrait montre Ahsoka en difficulté sur son speeder. Elle finit par s’écraser devant l’entrepôt du jeune Nyx. Le second extrait montre Nyx en train de réparer le speeder d’Ahsoka jusqu’à ce que Pintu Son-El arrive et lui réclame son argent. Mais ne l’ayant pas, Nyx tente de se battre, mais se fait jeter au tapis par le groupe. Ahsoka arrive et lutte tandis que Nyx est inconscient[26].
- Le personnage de Nyx Okami, qui devait connaître une romance avec Ahsoka, a été remplacé par les deux sœurs Martez[26],[27].

### Épisode 6:Une affaire douteuse
- États-Unis : 27 mars 2020 sur Disney+[20]
- France : 7 avril 2020 sur Disney+

Ahsoka a décidé d’aider Trace Martez à finir de construire son vaisseau en mettant à son service ses connaissances mécaniques apprises à l’Académie Skywalker, comme elle se justifie pour cacher sa véritable identité. Une fois installée l’hyperpropulsion sur le vaisseau baptisé Silver Angel par Trace, les deux sœurs Martez pourront alors quitter ce garage qu’elles ont hérité après la mort de leurs parents pour vivre loin de toutes les misères qu’elles ont subies au Niveau 1313 de Coruscant. De son côté, Ahsoka ne sait toujours pas ce qu’elle fera dans le futur proche et décide donc, sous l’amicale pression de Trace, de rester un peu plus longtemps en compagnie des deux sœurs. Mais pour le moment, Rafa Martez a besoin des talents de pilote de Trace pour une mission secrète qu’elle a su décrocher. Pour faire plaisir à sa petite sœur, Rafa accepte sans effusion de joie qu’Ahsoka les accompagne même si elle reste méfiante envers cette inconnue devenue trop rapidement la meilleure amie de Trace. Les trois quittent donc Coruscant mais grâce à la Force Ahsoka détecte, à sa grande surprise, la présence de Anakin Skywalker dans un Destroyer Stellaire Venator. Anakin ressent également la présence de son ancienne Padawan et demande à Wulff Yularen de ne pas contrôler le Silver Angel malgré les nombreuses irrégularités détectées sur le vaisseau. Les filles peuvent alors librement filer vers Kessel.
Une fois sur place, elles rencontrent le majordome du roi Yaruba, Kinash Lock, pour discuter de la mission qui leur est confiée. Invitées dans le luxueux Château de Kessel, ce qui impressionne grandement Trace, Ahsoka doute très vite de la régularité de la mission proposée. Elle ne croit pas en effet que la cargaison qu’elles doivent transporter soit des épices pour fabriquer des médicaments mais suppose plutôt qu’elles sont sur le point de s’engager dans de la contrebande d’épices illégales. Elle tente alors de convaincre les deux sœurs qu’elles courent le risque d’être attaquées par des pirates, mais Rafa est trop cupide pour abandonner et Trace trop excitée de vivre enfin sa toute première mission. Elles se mettent donc finalement en route vers leur destination finale. Les doutes d’Ahsoka se confirment quand elle apprend qu’elles doivent livrer la cargaison à Marg Krim, le chef du Syndicat Pyke. Une dispute éclate alors entre Rafa qui a besoin d’argent pour rembourser ses dettes et Ahsoka inquiète de rencontrer les Pikes. Surtout, Rafa ne supporte pas d’entendre la Togruta insinuer qu’elle ne prend pas soin de sa sœur alors qu’elles ont jusque-là survécu en étant toujours unies dans l’adversité. Elle ne fait aucune confiance en cette inconnue nouvellement arrivée qui en sait trop sur beaucoup de choses et, de son côté, Ahsoka ne comprend pas pourquoi la sœur aînée met en danger sa petite sœur et son précieux vaisseau. Trace est alors prise de panique à l’idée de perdre son Silver Angel et largue toute la cargaison d’épices dans l’hyperespace.

### Épisode 7:Une dette dangereuse
- États-Unis : 3 avril 2020 sur Disney+[20]
- France : 10 avril 2020 sur Disney+[30]

Avec les sœurs Martez, Ahsoka a voulu duper le Syndicat Pyke et elles se retrouvent toutes les trois en cellule. Rafa est furieuse qu’une mission aussi simple qu’une livraison d’épices ait tournée au fiasco à cause de la haute moralité et de la suffisance d’Ahsoka digne des Jedi. La dispute entre les deux dévie ensuite sur la mort accidentelle des parents Martez lors de l’évasion du criminel Ziro le Hutt, et que les Jedi ont considérée comme un simple dommage collatéral à leur tentative de capturer, à nouveau, le gangster. Depuis, les deux sœurs ne comptent plus que sur elles-mêmes pour survivre dans les bas-fonds de Coruscant et ne veulent plus entendre parler des Jedi et de leurs prétendus exploits. Ahsoka comprend ainsi pourquoi les deux sœurs ont tant d’animosité envers les Jedi et elle préfère donc continuer à cacher sa véritable identité. La conversation est interrompue quand les Pykes viennent chercher Rafa Martez pour être torturée par Fife afin de savoir où se trouve la cargaison d’épice perdue. La sœur aînée ne dit pourtant pas un mot lors de la séance d’interrogation et elle est ramenée inconsciente en cellule. C’est ensuite au tour de Trace Martez de subir une séance de torture mais elle parvient à s’enfuir avant que le supplice ne commence. Au même moment, Ahsoka profite de n’être vue par personne pour utiliser discrètement la Force afin d’ouvrir la porte de sa cellule puis elle réveille Rafa pour s’échapper. Les trois fugitives parviennent alors à se retrouver puis tentent de quitter la prison poursuivies par une horde de Pykes.
Durant leur fuite, Ahsoka utilise de nouveau plusieurs fois la Force pour protéger les deux sœurs ou se mettre elle-même hors de danger, à chaque fois très discrètement pour ne pas être reconnue comme une Jedi. Mais les Pykes ne lâchent rien, il est impensable pour eux que leur réputation soit entachée à cause d’une cargaison d’épices volée par trois jeunes contrebandières inexpérimentées. Elles arrivent pourtant à quitter le complexe du Syndicat Pyke et, profitant d’un moment de répit, Rafa et Ahsoka discutent à nouveau de la situation. Cette dernière explique à Rafa que par amour et fidélité sa sœur la suivra toujours, même si cela met sa vie en danger, et qu’elle ne doit donc plus impliquer Trace dans ses plans louches. La sagesse et l’altruisme désintéressé d’Ahsoka rappelle alors à Rafa la bonté de sa propre mère. Mais les Pykes apparaissent de nouveau et une nouvelle course-poursuite s’engage. Les deux sœurs sont alors très rapidement rattrapées par Fife et amenées à Marg Krim. Les Pykes décident alors de se débarrasser de Rafa et Trace en les condamnant à mort puisque la troisième fugitive, une fois retrouvée, pourra toujours les informer sur la cargaison d’épice. En comprenant la situation, Ahsoka tente de libérer ses deux compagnonnes avant qu’elles ne soient exécutées mais en faisant cela elle tombe en réalité dans le piège de Fife. En effet, il avait anticipé que menacer de tuer les deux sœurs allait obliger Ahsoka à sortir de sa cachette et qu’il suffisait donc d’avoir les renforts suffisants pour la capturer.

### Épisode 8:Réunis à nouveau
- États-Unis /  France : 10 avril 2020 sur Disney+[20],[30]

De retour en cellule, les différends entre les trois prisonnières s’expriment librement : Rafa Martez reproche à Ahsoka Tano de monter sa sœur contre elle, Trace Martez est accusée d’avoir largué les épices sans raison, et Ahsoka blâme Rafa pour les avoir embarquées dans cette mission trop dangereuse. Marg Krim finit par les appeler toutes les trois pour les menacer à nouveau de mort si elles ne rendent pas la cargaison d’épices volée. Ahsoka propose alors au Pyke de la garder en otage pendant que les deux soeurs quittent la planète pour récupérer la cargaison, en retour elle demande à être payée comme prévu. Afin d’obliger les deux orphelines à revenir sur Oba Diah l’ancienne Padawan lui promet que si elles ne respectent pas leur parole alors elle lui révélera le lieu où vivent les parents Martez. Marg Krim, qui a absolument besoin de récupérer ses épices, se résigne à accepter cette ultime proposition tout en sachant le risque qu’il prend. Une fois les deux sœurs libres sur Orondia, elles comprennent qu’Ahsoka ne les a pas trahis mais, au contraire, a tout fait pour les sauver en mentant sur leurs parents qui sont en réalité morts depuis longtemps. Rafa décide alors de voler une cargaison d’épices pour retourner chez les Pykes et libérer Ahsoka. Elles vont donc dans un dépôt d’épices des Pykes et font croire au responsable des chargements Toong qu’elles viennent chercher une commande spéciale et urgente pour Marg Krim. Le Toong ne leur fait pas confiance et fait appel à son supérieur, un imposant Trandoshan beaucoup plus difficile à impressionner, mais les sœurs parviennent tout de même à leur voler des épices.

### Épisode 9:Amis envers et contre tout
- États-Unis /  France : 17 avril 2020 sur Disney+[20],[32]

Sur Yerbana, Anakin Skywalker et Obi Wan Kenobi engagent le combat contre la Confédération des Systèmes Indépendants. À peine les combats terminés, Anakin et Obi-Wan sont contactés par Wullf Yularen car il a reçu une transmission utilisant la fréquence Fulcrum de Skywalker. À la grande surprise des deux Jedi, il s’agit d’Ahsoka Tano et Bo-Katan Kryze les informant qu’elles ont localisé Maul sur Mandalore et qu’elles pensent pouvoir le capturer avec l’aide de l’armée des clones. Elles sont alors invitées à les rejoindre pour discuter d’un siège de la capitale mandalorienne afin de libérer la planète de Maul et de le remettre à la République galactique pour tous les crimes qu’il a commis. Lors des retrouvailles Anakin est surpris de la froideur de son ancienne Padawan mais il soutient son plan avec enthousiasme, au contraire d’Obi-Wan qui redoute toutes les dangereuses répercussions d’une intervention républicaine sur Mandalore, malgré la grande occasion de capturer le meurtrier de son amie Satine Kryze. Pendant que ce dernier communique la proposition de Bo-Katan au Conseil Jedi, Anakin en profite pour montrer à Ahsoka que les clones, et en particulier Rex, la considèrent toujours comme une Jedi et la respectent pour sa loyauté lors de toutes les batailles dans lesquelles ils ont combattu côte à côte.
- L'action de cet arc se déroule au même moment que La Revanche des Sith[33].
- Il s'agit du premier épisode de toute la série qui ne contient pas de morale Jedi à son début[33].
- Pour rendre hommage au travail de Lucasfilm Ltd., l'ancien logo A Lucasfilm Limited Production en vert apparaît à l'écran après le logo animé de Disney+. Le logo était présent sur les premières versions de la trilogie originale[33].
- Pour marquer le retour de Dark Maul, le design du logo Star Wars: The Clone Wars est changé en rouge et le thème musical principal de Star Wars est joué en fond pendant que le logo Star Wars: The Clone Wars s'éloigne dans l'espace étoilé comme si c'était le début d'un des films de la Saga Skywalker[33].

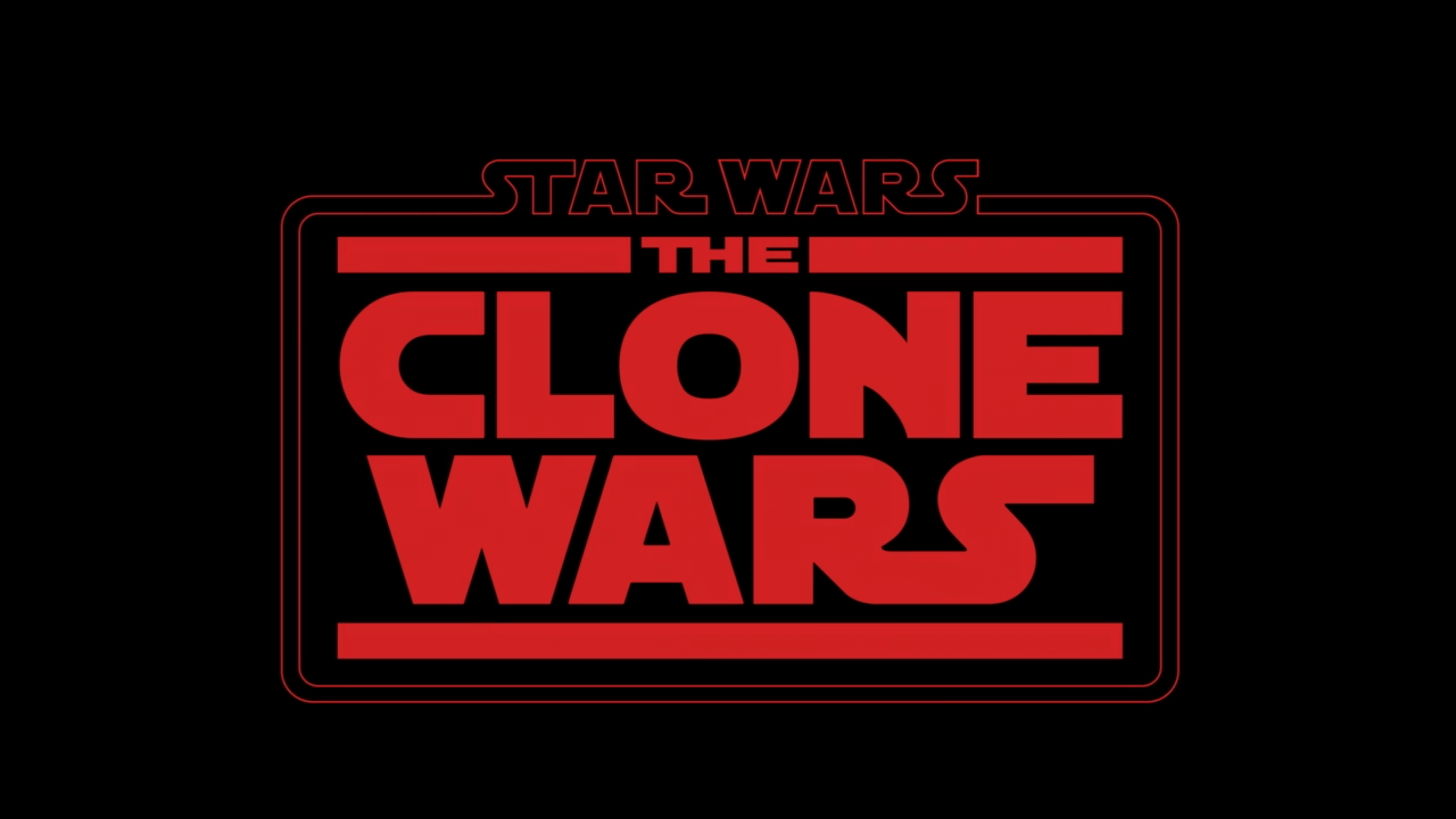
Le logo d'ouverture rouge des épisodes 9 à 12.

### Épisode 10:L'Apprentie fantôme
- États-Unis /  France : 24 avril 2020 sur Disney+[20],[34]

Sur Mandalore, dans les égouts de la citadelle, Maul et Ahsoka se font face. Le Sith est déçu car il s'attendait plutôt à affronter Obi-Wan et Anakin. Après une courte confrontation au cours de laquelle Maul invoque le nom d'un Sith, Dark Sidious, le Zabrak s'échappe dans les souterrains. Revenue à la surface, Ahsoka s'entretient avec Bo-Katan et un hologramme d'Obi-Wan. Elle discute du mystérieux Dark Sidious avec le général. Obi-Wan leur révèle qu'il s'agit du nom du seigneur Sith qui a orchestré toute la Guerre des Clones mais que le Conseil n'a plus aucune piste sur son identité depuis qu'Anakin a tué le comte Dooku lors de la Bataille de Coruscant au cours de la mission de sauvetage du chancelier Palpatine. Le Jedi révèle également qu'Anakin a été chargé par le Conseil d’espionner le chancelier, mission qui semble révulser Ahsoka. Mais les deux amis n'ont pas le temps de continuer leur discussion car Obi-Wan doit partir affronter le Général Grievous sur Utapau et une autre attaque se prépare sur Mandalore: Maul tend une embuscade aux clones troopers, capture le soldat Jesse et utilise la Force afin d'obtenir des informations sur Ahsoka mais également sur Anakin Skywalker. Le Zabrak commence peu à peu à réaliser le plan final mis en place par son ancien maître pour éliminer les Jedi et se rend compte que Dark Tyranus et lui n'étaient que des substituts de l'apprenti que Dark Sidious attend en réalité : Skywalker lui-même. 
- L'action de cet arc se déroule au même moment que La Revanche des Sith[33].
- Il s'agit du premier épisode de toute la série qui ne contient pas de prologue narratif à son début.
- Il s'agit d'un épisode qui ne contient pas de sagesse Jedi à son début.
- Pour rendre hommage au travail de Lucasfilm Ltd., l'ancien logo A Lucasfilm Limited Production en vert apparaît à l'écran après le logo animé de Disney+. Le logo était présent sur les premières versions de la trilogie originale[33].
- Pour marquer le retour de Dark Maul, le design du logo Star Wars: The Clone Wars est changé en rouge[33].
- Il y a un caméo de Dryden Vos, antagoniste du film Solo: A Star Wars Story[35].

### Épisode 11:Anéantie
- États-Unis /  France : 1er mai 2020 sur Disney+[20],[36]

Après avoir capturé Maul, Ahsoka, Rex et les clones quittent Mandalore à bord d'un croiseur de la République. Maul étant solidement enfermé dans un caisson grandeur nature, l'ancienne Padawan assiste à un Conseil de guerre Jedi tenu par les généraux Jedi Yoda, Mace Windu, Aayla Secura et Ki Adi Mundi. Elle y apprend qu'Obi-Wan a engagé le combat avec le Général Grievous sur Utapau. Elle se réjouît que la Guerre des Clones touche à sa fin mais apprend également que la situation entre le Conseil Jedi et le chancelier Palpatine est très ambiguë. Ahsoka n'obtient pas plus de renseignements à ce sujet et décide de ne pas révéler à Yoda les propos alarmants de Maul au sujet d'Anakin. 
Alors que le croiseur navigue dans l'hyperespace en direction de Coruscant, Ahsoka, seule sur le pont, ressent alors un immense bouleversement dans la Force qui la fait suffoquer. Dans la cabine voisine, Rex reçoit un message en hologramme de Dark Sidious en personne: l'Ordre 66 est donné.  Ahsoka, soucieuse pour Anakin, ne prend pas immédiatement conscience du trouble ambiant qui parcourt le croiseur. 
Rex, hébété, peine à se concentrer ; il tente de résister, sans succès, à l'injonction de Sidious. Son endurance mentale, mise à l'épreuve pendant ces quelques secondes de balancement, sauve néanmoins la vie d'Ahsoka, laquelle a le temps de juger la situation anormale et dangereuse. 
Des larmes coulent toutes seules des joues de Rex, celles de la loyauté (si précieuse à ses yeux) mise en péril par l'ordre meurtrier. 
Sa souffrance est manifestée par un cri qui ne peut l'empêcher de tirer. 
Ahsoka esquive les lasers et conserve la lucidité de se défendre efficacement sans blesser son ami dans la salle du poste de commandement si familière à la Padawan et au capitaine. 
- L'action de cet arc se déroule au même moment que La Revanche des Sith[33].
- Il s'agit d'un épisode qui ne contient ni de prologue narratif, ni de sagesse Jedi à son début.
- Pour rendre hommage au travail de Lucasfilm Ltd., l'ancien logo A Lucasfilm Limited Production en vert apparaît à l'écran après le logo animé de Disney+. Le logo était présent sur les premières versions de la trilogie originale[33].
- Pour marquer le retour de Dark Maul, le design du logo Star Wars: The Clone Wars est changé en rouge[33].

### Épisode 12:La victoire et la mort
- États-Unis /  France : 4 mai 2020 sur Disney+[20],[36]

Toujours sur le croiseur de la République, Ahsoka, Rex et les droïdes réussissent à sortir de l'infirmerie, talonnés par des légions de soldats. Leur objectif est de s'enfuir du croiseur en subtilisant une navette, en l'absence de capsules de sauvetage, tout comme Maul qui de son côté, arrive à se frayer un passage dans les couloirs du croiseur en éliminant tout soldat clone sans grande difficulté. Il réussit à atteindre la salle des réacteurs et y détruit les hyper propulseurs; provoquant la destruction du vaisseau qui fonce s’écraser inexorablement sur une lune en contrebas. 
Ahsoka et Rex réussissent à s'introduire sur le pont du hangar pour trouver une navette mais tout un bataillon de clones, mené par Jesse, les empêche de continuer. Se sachant pris au piège et voués à une mort certaine, Rex témoigne de sa force mentale et sa loyauté, se tournant inconditionnellement vers Ahsoka plutôt que vers ses frères d'armes, ayant prit conscience qu'il les a définitivement perdus. Cependant, Ahsoka tente une stratégie d'évasion, soutenue par Rex; n'étant plus une Jedi, elle peut donc être livrée à la 501ème légion sans risquer l’exécution. Mais Jesse refuse tout compromis et ordonne d'ouvrir le feu sur les deux "traîtres à la République", conformément aux ordres donnés par Dark Sidious. Ces derniers ripostent tant bien que mal mais finissent par être mis en difficulté devant le nombre de soldats. Les droïdes sont quant à eux abattus par les clones.
Dans le chaos général, Maul en profite pour dérober la navette et commence à décoller. Ahsoka essaye de le retenir avec la Force mais est contrainte de lâcher prise, dépassée par les coups de blaster des soldats clones qui fusent de tous les côtés. Maul s'échappe donc du croiseur en flammes. Alors que le vaisseau se désagrège, Rex arrive à atteindre un Y-wing mais Ahsoka est propulsée dans l'atmosphère, entraînée par la chute du croiseur. En apesanteur puis en chute libre, elle est finalement rattrapée au vol par Rex. Les deux amis s'éloignent tandis que le vaisseau s'écrase sur le sol de la planète.
Un peu plus tard, au sol, Rex et Ahsoka ont enterré les corps des soldats clones morts au cours du crash de l'appareil. Les casques des clones, notamment celui de Jesse, sont disposés sur les sépultures. Ahsoka, après un dernier hommage, laisse tomber son sabre laser aux pieds des tombes.
- L'action de cet arc se déroule au même moment que La Revanche des Sith[33].
- Il s'agit d'un épisode qui ne contient ni de prologue narratif, ni de sagesse Jedi à son début.
- Pour rendre hommage au travail de Lucasfilm Ltd., l'ancien logo A Lucasfilm Limited Production en vert apparaît à l'écran après le logo animé de Disney+. Le logo était présent sur les premières versions de la trilogie originale[33].
- Pour marquer le retour de Dark Maul, le design du logo Star Wars: The Clone Wars est changé en rouge[33].